# بيت البدري (الرضمة)

تعديل مصدري - تعديل

بيت البدري هي إحدى قرى عزلة أزال بمديرية الرضمة التابعة لمحافظة إب، بلغ تعداد سكانها 164 نسمة حسب تعداد اليمن لعام 2004.